# Jorge Bernardo
Jorge Fernando Brito Bernardo (sinh ngày 25 tháng 9 năm 1991) là một cầu thủ bóng đá người Bồ Đào Nha thi đấu cho Real, ở vị trí hậu vệ phải.

## Sự nghiệp câu lạc bộ
Anh ra mắt chuyên nghiệp tại Giải bóng đá hạng nhất quốc gia Bồ Đào Nha cho Atlético CP vào ngày 6 tháng 5 năm 2012 trong trận đấu trước União da Madeira.